# Melkrock Tielt
Melkrock, officieel Melkrock Tielt, is een familiefestival dat jaarlijks wordt gehouden op recreatiedomein Watewy in Tielt. Het festival werd in 1998 opgericht door Stefaan Lambert, toenmalig uitbater van café De Melkweg, waar ook de naam van het festival van is afgeleid. Het festival wordt sinds de tweede editie (in '99) georganiseerd door vzw Heelal. Melkrock vindt steeds plaats op de tweede zondag van augustus. Sinds de 14e editie in 2011 telt het festival twee podia. Er is tevens een speelstraat voor kinderen en er komen af en toe artiesten voor kinderen optreden. Zo speelde Kapitein Winokio op de 15e editie van Melkrock. 
In de beginperiode waren heel vaak plaatselijke bands te horen op het festival, maar er speelden ook bekendere namen zoals Admiral Freebee, Milow, Intergalactic Lovers, Steak Number Eight, Serge Buyse, Mauro Pawlowski, Merdan Taplak, SX, Oscar and the Wolf, Team William, Wallace Vanborn en Compact Disk Dummies. Het festival geeft vaak beginnende artiesten of groepen een kans, zoals de plaatselijke bands Protection Patrol Pinkerton en dirk.
In het begin van het jaar, in maart of april, is er ook de Melkrock Rally, een wedstrijd waarop beslist wordt welke band het festival mag openen. Op dit evenement schrijven zich jaarlijks meer dan 200 bands in.  
Sinds november 2008 is Bram "Moony" Vermeersch, redacteur van het muziekblad RifRaf en interviewer van het tv-programma Spoor 8, de programmator van Melkrock Tielt. Sammy Ceuninck nam de fakkel over als voorzitter van Suzy Van Der Taelen (2007) na de 15e editie in 2012. 

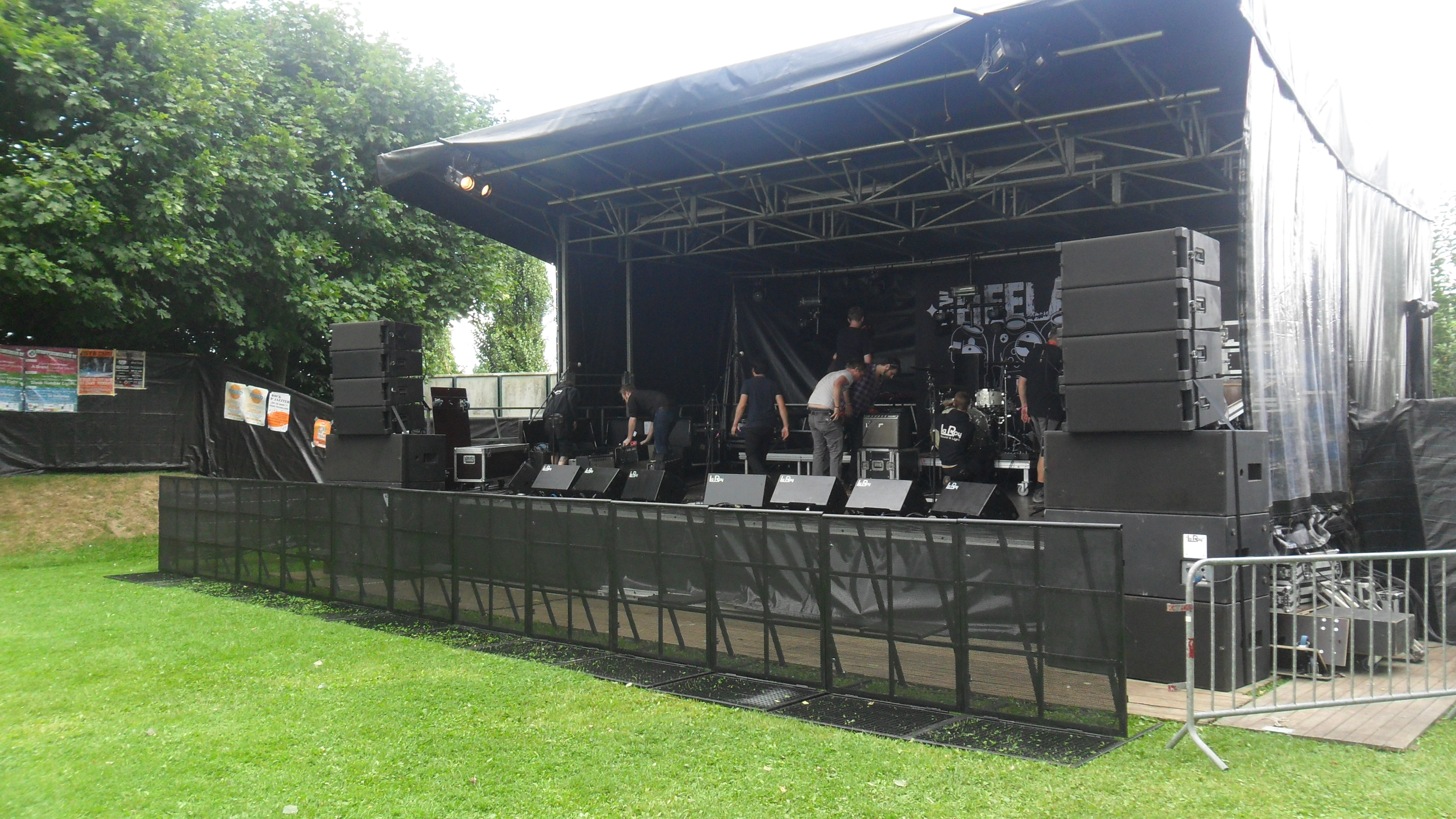
Hoofdpodium van Melkrock
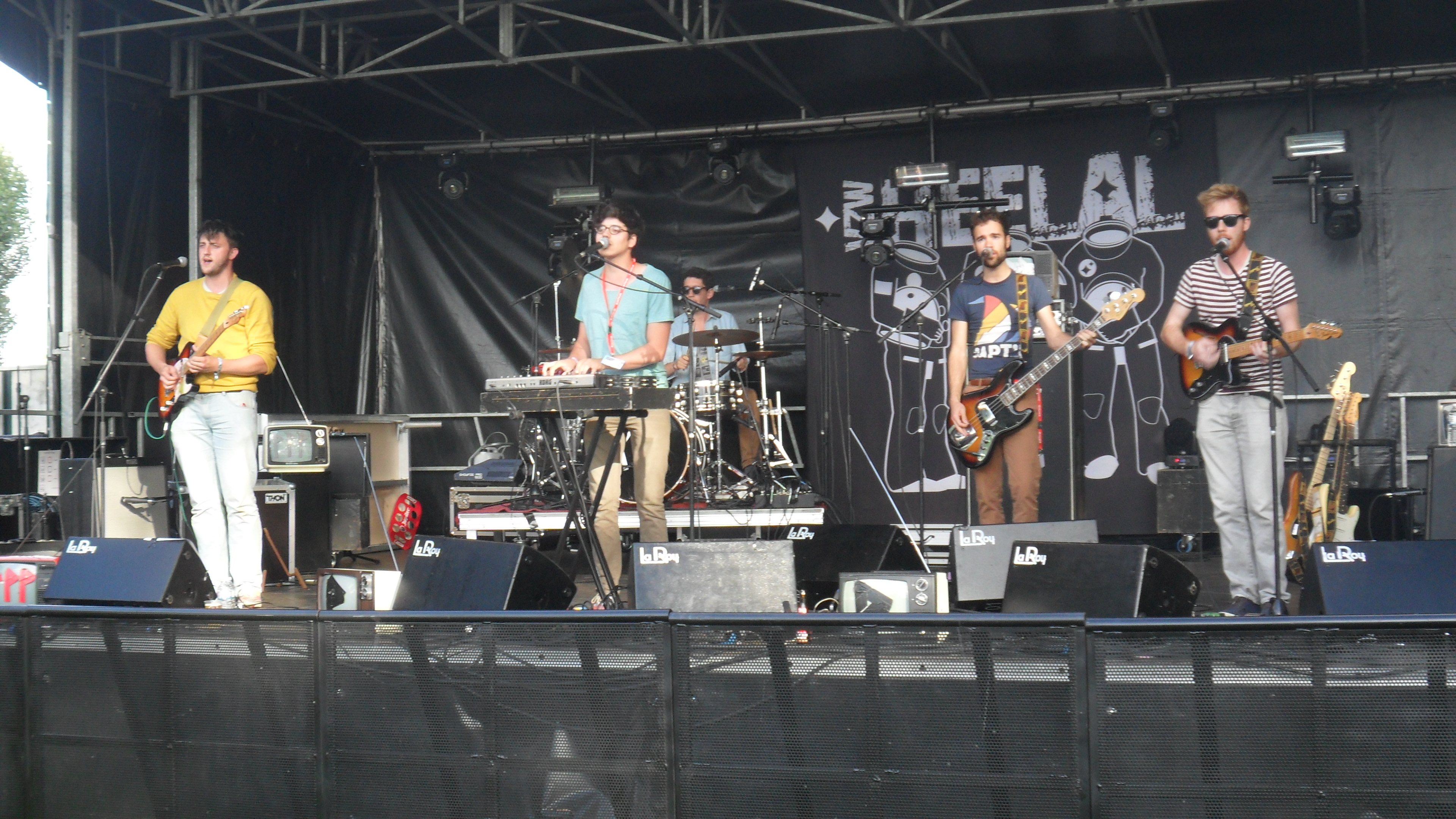
Protection Patrol Pinkerton op Melkrock